# Eslavònia

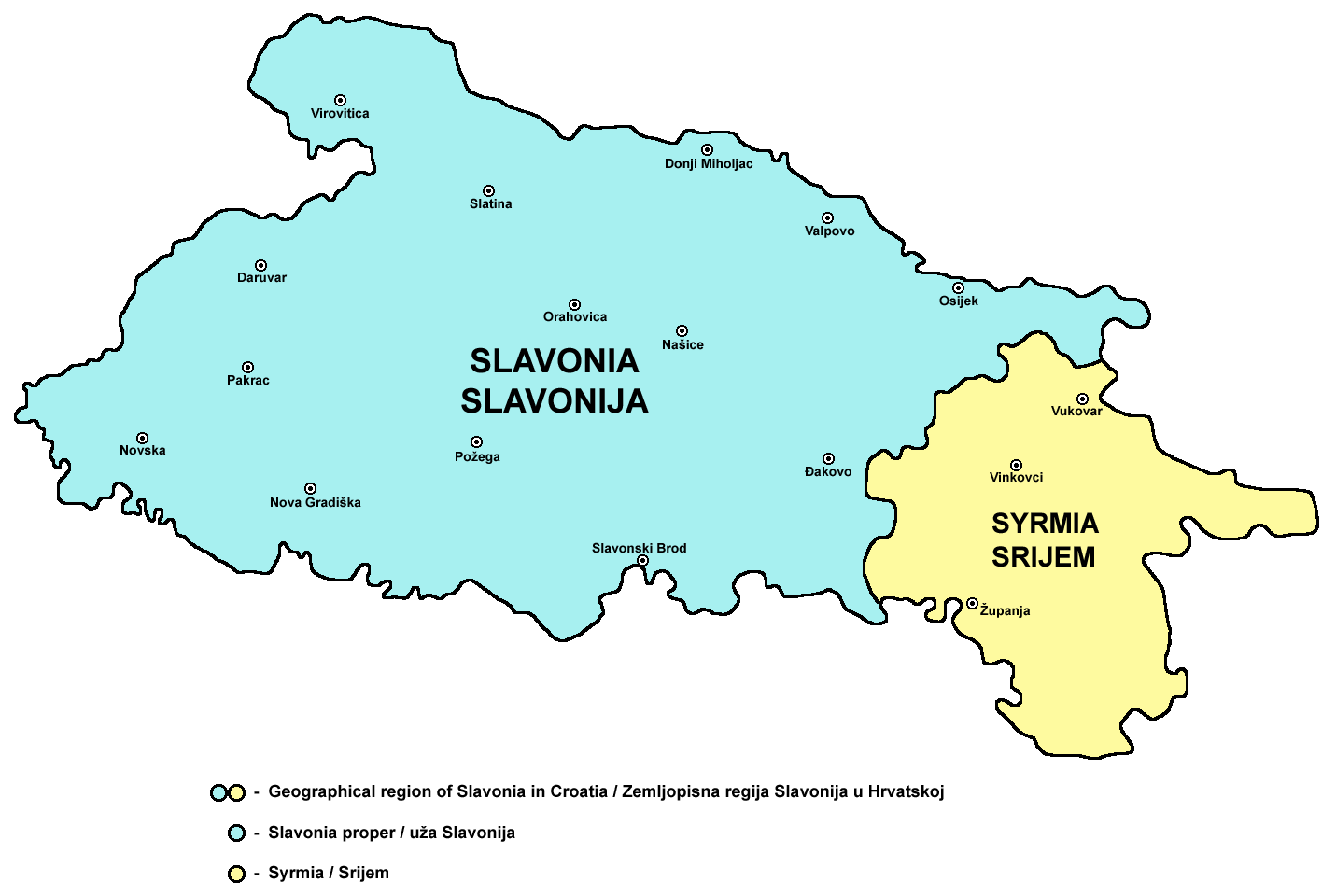
Mapa d'Eslavònia

Eslavònia (en croat: Slavonija) és una regió geogràfica i històrica a la Croàcia oriental. És una fèrtil comarca agrícola i forestal que està delimitada pel riu Drava al nord, el riu Sava al sud, i el riu Danubi a l'est.

## Història recent
Quan Croàcia va declarar la independència el 1991, els serbis de Krajina van proclamar tot seguit el seu propi estat amb porcions d'Eslavònia oriental i occidental, com les ciutats d'Osijek, Vinkovci, Županja, Vukovar, Ilok i Baranja. En aquesta regió de la Krajina hi havia una barreja ètnica amb una majoria relativa croata, cosa que va comportar durs enfrontaments durant la guerra. La porció occidental incloïa la rodalia d'Okučani i la majoria de la muntanya de Psunj. El maig de 1995, la part occidental va tornar sota control croat amb l'Operació Tempesta (Oluja en croat). El 1998 la part oriental es va reintegrar a Croàcia.

## Curiositats
Glas Slavonije és un diari local d'Eslavònia, a Croàcia, controlat per Branimir Glavaš, un polític conservador d'Osijek.